# Roger K. Summit
Roger K. Summit (nascut 1930 - Detroit, Michigan) és el fundador de Serveis d'Informació del Diàleg, i se l'anomena com el pare de la recerca en línia moderna. Va treballar per Lockheed en el 1960s, va ser posat al càrrec del seu laboratori de recuperació d'informació, i de la seva feina va crear un sistema que es va conèixer com a Dialog i que Lockheed es va separar a la dècada de 1970. Dialog és un dels principals serveis professionals en línia, utilitzat per empreses, despatxos d'advocats, governs, etc. com a eina clau de recerca en línia. Molts pensen que Dialog va obrir el camí cap als motors de cerca i la cerca del web en l'actualitat.

## Primers anys de vida
Roger Kent Summit va néixer l'any 1930 a Detroit, Michigan. Va créixer a Dearborn, Michigan, on els seus dos pares eren professors. El seu pare també era conseller d'orientació i tocava el piano i l'orgue per a pel·lícules mudes. El mateix Summit també té talent musical. Va tocar el trombó a l'institut i va guanyar diners a la universitat utilitzant el seu talent per tocar en bandes de ball. També va aprendre a tocar la trompa. Summit va passar de vacances a la costa oest l'estiu de 1941 quan tenia 11 anys. Era la primera vegada que veia les muntanyes i l'oceà i aquesta experiència el va marcar. Més tard, va decidir anar a la universitat a Stanford a causa d'aquesta experiència.

## Adultesa
Summit té un doctorat en ciències de la gestió, un màster en administració d'empreses i una llicenciatura en psicologia, tot de Stanford University. Quan era doctorand a la Universitat Stanford el 1960, va treballar durant l'estiu a Lockheed Missiles and Space Co. per millorar els mètodes de recuperació d'informació, i el 1962 va ser nomenat dissenyador i director de projectes a Lockheed.Quan Lockheed Corporation va formar el Laboratori de Ciències de la Informació (1964), la seva missió per al laboratori era examinar com el maquinari de tercera generació afectaria la informàtica en les ciències de la informació. El maquinari de tercera generació, caracteritzat per l'ordinador IBM 360, va introduir emmagatzematge massiu d'accés aleatori, processament controlat remotament mitjançant telecomunicacions i una operació de temps compartit que va permetre que moltes persones utilitzessin l'ordinador al mateix temps. Roger K. Summit i un company van presentar una proposta a Lockheed Corporation per explorar i desenvolupar aquesta tecnologia. Aleshores se li va donar la responsabilitat de la recuperació d'informació. Les organitzacions ja estaven fent cerques introduint consultes a les targetes perforades. Malgrat això, les cerques no es podien revisar després d'introduir-les i durant el procés, per tant, els resultats de la cerca eren de vegades impredictibles. Els equips que estaven utilitzant es consideraven equips de segona generació. L'objectiu de Summit era dissenyar un llenguatge de recuperació interactiu amb equips de tercera generació que superés alguns dels problemes que tenien amb els equips de segona generació.
El 1968, Summit i els seus companys de Lockheed van guanyar un important contracte de la NASA per desenvolupar un sistema de recuperació en línia per a la seva base de dades d'articles científics aeroespacial. Posteriorment, van guanyar contractes per aplicar aquesta tecnologia a les bases de dades de la Comissió d'Energia Atòmica, l'Organització Europea de l'Espai i la Recerca, l'Oficina d'Educació dels EUA, i el Servei d'Informació Tècnic Nacional. A principis de 1972, Summit i el seu equip van oferir el Centre d'Informació de Recursos Educatius (ERIC) i el Servei Nacional d'Informació Tècnica, bases de dades a qualsevol abonat amb un terminal informàtic. Va ser llavors quan Dialog es va establir com a negoci de recuperació d'informació comercial dins del Laboratori de Recerca de Lockheed Palo Alto i es va convertir en el primer servei comercial en línia del món.
El 1982, Dialog es va convertir en una filial de propietat total amb Roger Summit com a president. El 1988, va participar en la venda de Dialog a Knight-Ridder Inc., i el febrer de 1990 va ser nomenat president del seu grup d'edició electrònica. Un any més tard, va assumir el càrrec de president i conseller delegat fins a la seva jubilació a finals de 1991.

## Familiar
Summit es va casar amb l'autora Virginia M. Summit. Es van casar l'any 1964 i van tenir dos fills. El seu fill gran, Jennifer Summit, és el rector interí i vicepresident d'Afers Acadèmics de la Universitat Estatal de San Francisco. El seu fill, Scott Summit, és el director de tecnologia (de l'anglès chief technical officer o chief technology officer, abreujat com CTO) de l'empresa de dispositius mèdics Bespoke Innovacions.

## Dialog

### Desenvolupament
El 1960, mentre treballava a Lockheed Missiles and Space, Summit va aprendre que sovint era més fàcil, més barat i més ràpid tornar a investigar sobre un tema en lloc d'intentar esbrinar si ja existia informació específica (Summit, 2002). Va veure el potencial dels sistemes de recuperació d'informació, canviant en última instància el futur de la investigació. Amb la nova tecnologia d'IBM i la pràctica general de Lockheed de "refer la investigació" en comptes de perdre el temps, Summit havia convençut Lockheed perquè l'ajudés a impulsar la recerca de la recuperació d'informació. Un dels criteris importants era que no es necessitarien programadors informàtics per fer cerques. El sistema seria interactiu per permetre que les cerques i consultes es puguin modificar fàcilment (també conegut com a recursivitat), i que proporcionaria visualitzacions alfabètiques de tots els elements que es podrien triar (també conegut com a indexació) (Summit, 2002).
L'equip amb el qual treballava Summit estava format per sis persones (ell inclòs)
- Dretà Shultz — programari i operacions de càrrega de fitxers
- Jim Brick — telecomunicacions (amb consulta de Len Fick)
- Ken Lew — programador d'aplicacions mestre
- Bob Mitchell — programador de sistemes
- Ed Estes — Arquitecte de sistemes

Alguns dels problemes que Summit esperava superar eren
- L'usuari ha de ser capaç d'entendre per què es van recuperar els resultats a partir de la declaració de cerca proporcionada. Summit esperava que això permetria a l'usuari modificar l'expressió de cerca per millorar els resultats de les cerques futures.
- Recursivitat: els resultats d'una cerca poden ser utilitzats en consultes posteriors.
- Els termes de l'índex s'han de mostrar alfabèticament prop d'un terme candidat, juntament amb les freqüències de publicació per ajudar l'usuari a formular una expressió de cerca.
- Provisió per a expressions booleanes sobreposades.

Summit i el seu equip es van esforçar per crear un sistema que fos adaptable. El sistema permetria als usuaris obtenir el resultat de cerca desitjat que buscaven d'una manera fàcil i eficient. El 1965, havien desenvolupat un prototip funcional de Dialog i van intentar provar el prototip en una situació real mitjançant la base de dades STAR de la NASA. Quan la proposta de Summit va ser rebutjada pel sistema del Búnker Ramo, no es va rendir i, en canvi, va crear una proposta a menor escala, amb una inversió econòmica minimitzada, per a un experiment amb Dialog que funcionés paral·lel al Bunker Ramo. La proposta minimalista del Centre de Recerca d'Ames va resultar més reeixida que el sistema Bunker Ramo, que va fer que Dialog obtingués un contracte amb la NASA el 1966 (Summit, 2002). Les cerques d'informació a la base de dades STAR de la NASA van passar de trigar 14 hores, més enviament i manipulació, a uns minuts amb el sistema de diàleg de Summit. Dialog estava demostrant ser molt més ràpid i eficient que qualsevol cosa que s'havia vist abans i el 1967, van rebre un premi per desenvolupar el sistema RECON de la NASA. Dialog es va associar amb la creació de la primera xarxa nacional de terminals que implicava una base de dades a gran escala de 400.000 citacions aeroespacials.
L'èxit de NASA RECON va donar lloc a molts altres contractes. Sota la direcció del Dr. Summit, a la dècada de 1960 es van instal·lar diverses versions de Dialog anomenades RECON per a agències governamentals com la Comissió d'Energia Atòmica dels EUA i l'Agència Espacial Europea. Llavors, el 1969, l'Oficina d'Educació dels EUA va negociar un contracte per posar la seva base de dades al sistema Dialog. En aquest contracte, els professors i investigadors només tindrien accés a les funcions de cerca. La base de dades ERIC (només que ofereix materials educatius) va ser la primera aplicació extensa i nacional que va ser un servei de recuperació d'informació en línia no relacionat amb la defensa. Aquest servei es va dur a terme a través de diversos centres d'arreu del país i, finalment, va canviar el negoci de Dialog de la instal·lació d'un sistema a la prestació de serveis d'un sistema (Summit, 2002).
El 1972, Summit va tornar a fer una proposta i havia convençut a Lockheed que, amb la competència en el camp i l'èxit del seu treball, havien de comercialitzar-se. Va ser llavors quan Dialog es va establir com a negoci de recuperació d'informació comercial. Es va convertir en una empresa independent i a partir d'aquell moment va ser un èxit (Summit, 2002). El 1981, Dialog Information Services es va convertir en una subsidiària de Lockheed Corporation i el 1988 van ser comprats per 353 milions de dòlars per Knight-Ridder, Inc. El 1995, Dialog Information Services es va convertir en Knight-Ridder Information Inc. El 1997, MAID PLC els va comprar. per 420 milions de dòlars i es va convertir en The Dialog Corporation.

### Impacte
Aclamat com el "pare dels sistemes en línia", el treball de Summit sobre DIALOG va canviar la indústria de la informació i va proporcionar una base per a més investigació i desenvolupament. Bases de dades com ERIC, LexisNexis, ProQuest, EBSCOHost entre d'altres deuen molt a Roger Summit i a la creació de DIALOG. El treball amb DIALOG va obrir el camí per als principals motors de cerca en línia actuals com Yahoo! i Google. Va donar forma al creixement de la indústria en línia millorant les capacitats de cerca. Tenir capacitats de cerca precises va ser un producte de les bases de dades de format grans i consistents afegides de Dialog i la incorporació d'un llenguatge de cerca (és a dir, frases booleanes). En proporcionar una gamma més àmplia de bases de dades perquè els usuaris puguin cercar, DIALOG va permetre la possibilitat de fer diverses tasques a la cerca. Els usuaris podrien trobar solucions amb una sola consulta en lloc d'executar una cerca per separat més endavant.

### Reptes actuals
1) El 2008, Proquest va anunciar la necessitat d'actualitzar la plataforma de Dialog. Aquesta nova plataforma integraria les ofertes Dialog i DataStar. Els sistemes heretats com el Dialog necessiten una reelaboració completa per afrontar els reptes del futur, o fins i tot del present. ProQuest es va embarcar en un projecte important de disseny de plataformes per integrar el contingut de ProQuest i CSA en un servei de nivell Web 2.0 "el millor de la raça". L'accés unificat va romandre incomplet fins al 2010, la qual cosa va requerir una presa de decisions continuada per part dels investigadors (Quint, 2008)
2) Una de les barreres per transformar Dialog sempre han estat les clàusules restrictives en els contractes de Dialog amb els productors de bases de dades, algunes de les quals es remunten a 30 anys o més. Els problemes de contracte afecten tant la rigidesa dels preus com la manera com el servei pot gestionar les dades. Hi havia una necessitat de debats amplis amb grups de professionals de la informació sobre què volen i necessiten d'un sistema de disseny nou. En treballar en el procés d'integració, es van tapar les llacunes de contingut mitjançant el desenvolupament de noves bases de dades (Quint, 2008)

### Actualitat
Al gener de 2011, ProQuest havia estat ocupatdegut a la integració de múltiples plataformes heretades. L'empresa va trigar fins a l'agost de 2010 a llançar un primer llançament del nou "ProQuest Dialog", que ofereix un subconjunt de contingut de Dialog i DataStar destinat als usuaris finals de la comunitat de clients farmacèutics/biomèdics on planejava un llançament gradual per a altres continguts i mercats. Al mateix temps, ProQuest també va començar a previsualitzar la seva nova plataforma ProQuest amb contingut de ProQuest i CSA i alguns de Chadwyck Healy. Fins al novembre de 2010 no es va posar en funcionament la primera biblioteca a la nova plataforma. Aleshores, el desembre de 2010, ProQuest va adquirir les línies de productes del Servei d'Informació del Congrés i Publicacions Universitàries d'Amèrica de LexisNexis (Keiser, 2011)
La nova plataforma ProQuest tot just comença a ser exposada i no s'acabarà durant en anys—una empresa ambiciosa. S'ha anunciat recentment una associació amb biblioteques per a un projecte europeu de digitalització de llibres de diversos anys, una inversió multimilionària. Aquestes iniciatives, a més de la compra de la biblioteca electrònica, compleixen la missió de l'empresa "connectar persones i informació". (Keiser, 2011)

## Anys posteriors
El 1998, Summit va ser nomenat membre del consell d'administració de Dialog.
Fins i tot amb la seva important participació amb Dialog, Summit també ha participat en moltes altres empreses professionals.
Ha contret amb empreses com Thomson Empresa i ProQuest Empresa.
Summit ha estat un professor freqüent en el camp de les ciències de la informació, ha estat àmpliament publicat i ha format part de molts comitès nacionals[11] que s'ocupen de la política de la informació, com l'Associació de Professionals de la Informació Independents.Consell Assessor de Biblioteques de la Universitat Stanford, Junta Directiva del Taller de Jazz de Sanford.

## Premis i reconeixement
De la Biografia Professional de Summit, a continuació es mostra una llista parcial dels nombrosos premis i reconeixements que ha rebut (en ordre ascendent)
- Premi especial d'invenció per al programa informàtic del simulador d'entorns empresarials aeroespacials, Lockheed Missiles and Space Company (1968)
- Premi al producte informatiu de l'any, Associació de la indústria de la informació (1975)
- Premi del Saló de la Fama, Associació de la indústria de la informació (1982)
- LITA/Gaylord Premi a l'èxit en biblioteques i tecnologia de la informació, American Library Association (1984)
- Membre electe de l'Associació Americana de Ciència (AAAS) (1986)
- Premi al servei distingit, Associació de la indústria de la informació (1991)
- Premi de Mèrit, Societat Americana de Ciències de la Informació (1991)
- Conferència i premi commemoratius de Miles Conrad, Federació Nacional de Serveis d'Informació i d'Abstracció (1996)
- Premi IEEE Dialog Milestone (2019)